# Wiesbaden-Sonnenberg

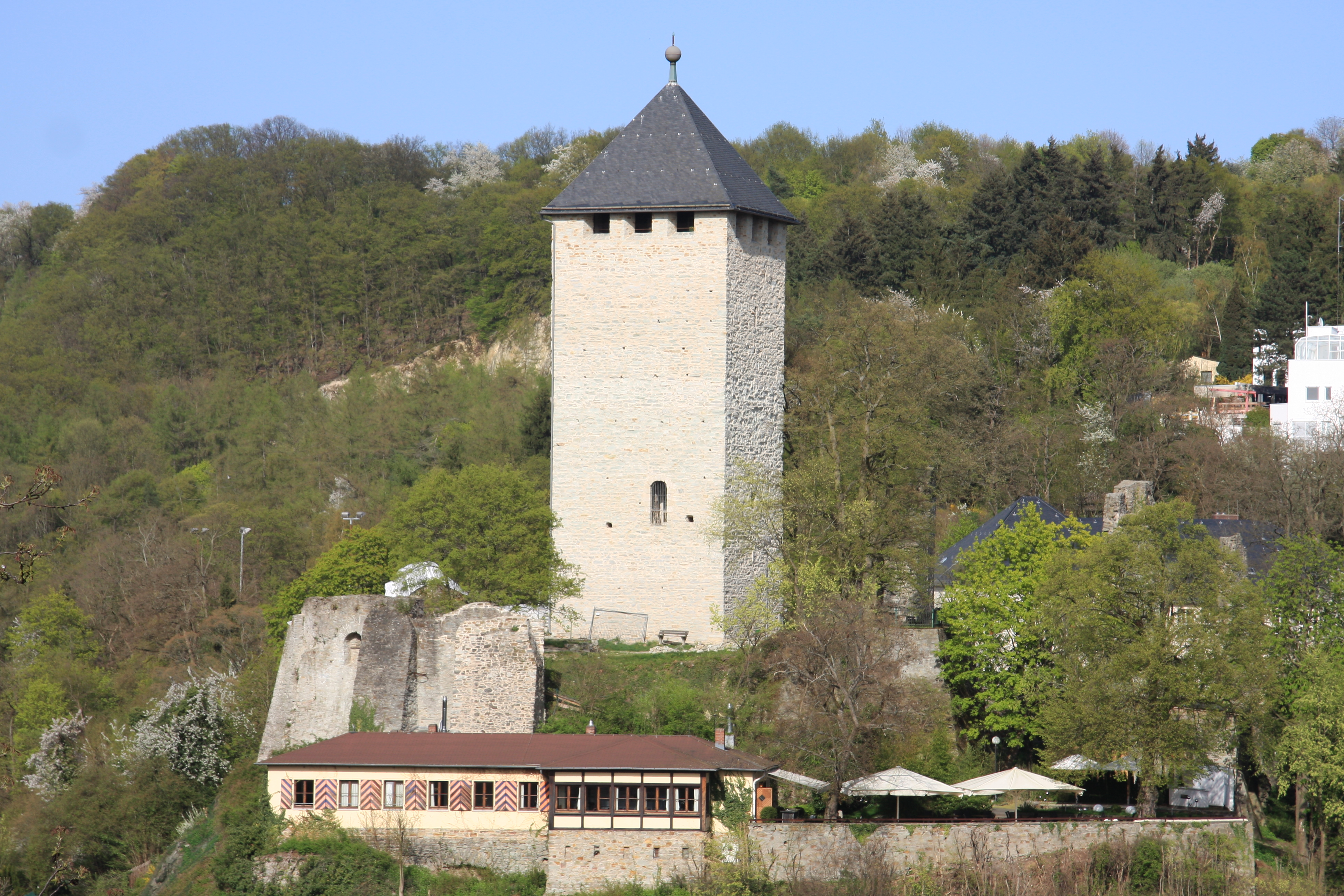
Die Burgruine Sonnenberg

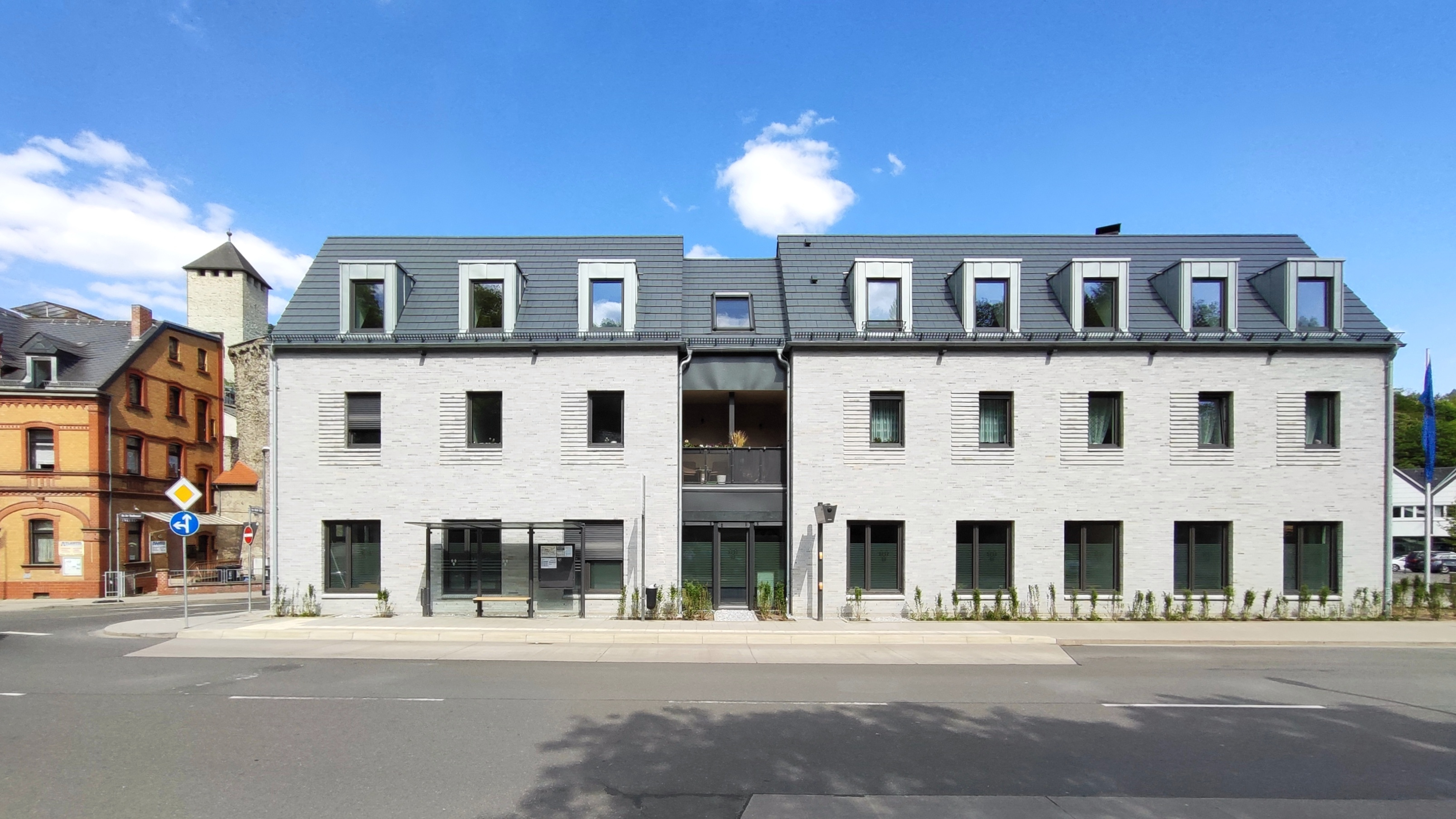
Die Ortsverwaltung in Sonnenberg

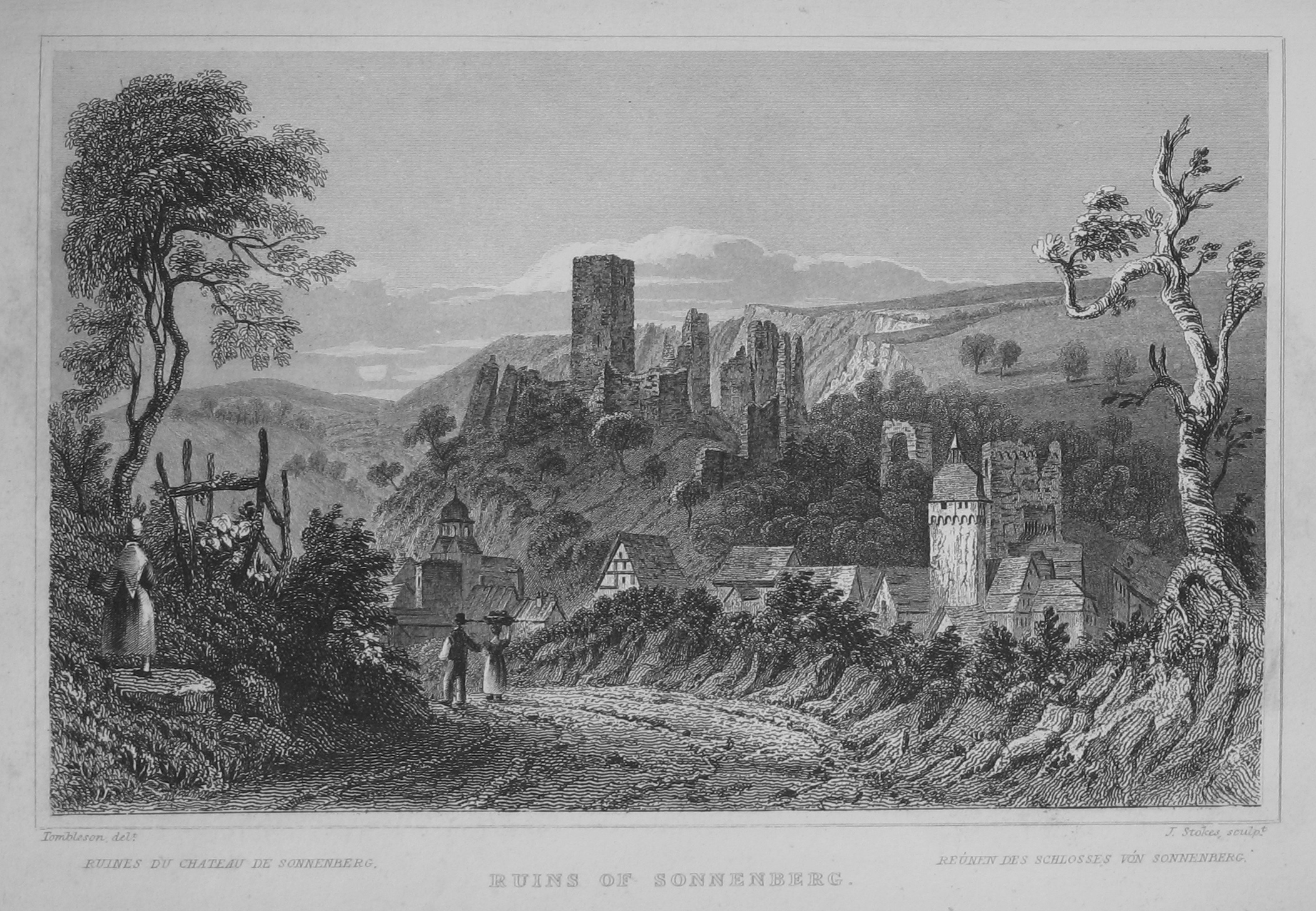
Sonnenberg um 1840 von Süden gesehen. Stahlstich von William Tombleson.

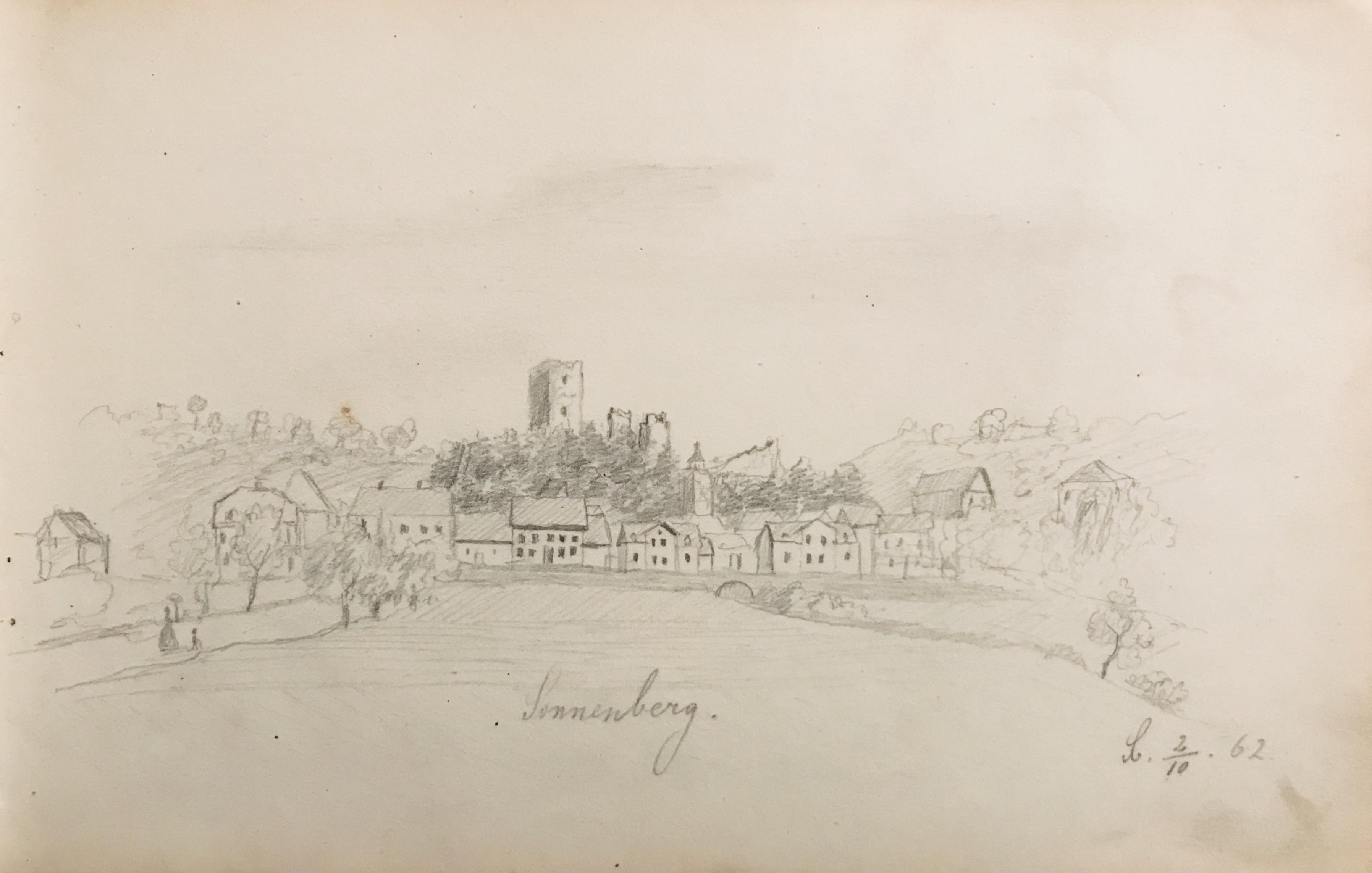
Carl Seiler: Sonnenberg, Zeichnung aus dem Skizzenbuch vom 2. Oktober 1862, Bleistift auf Papier, Privatsammlung Wiesbaden

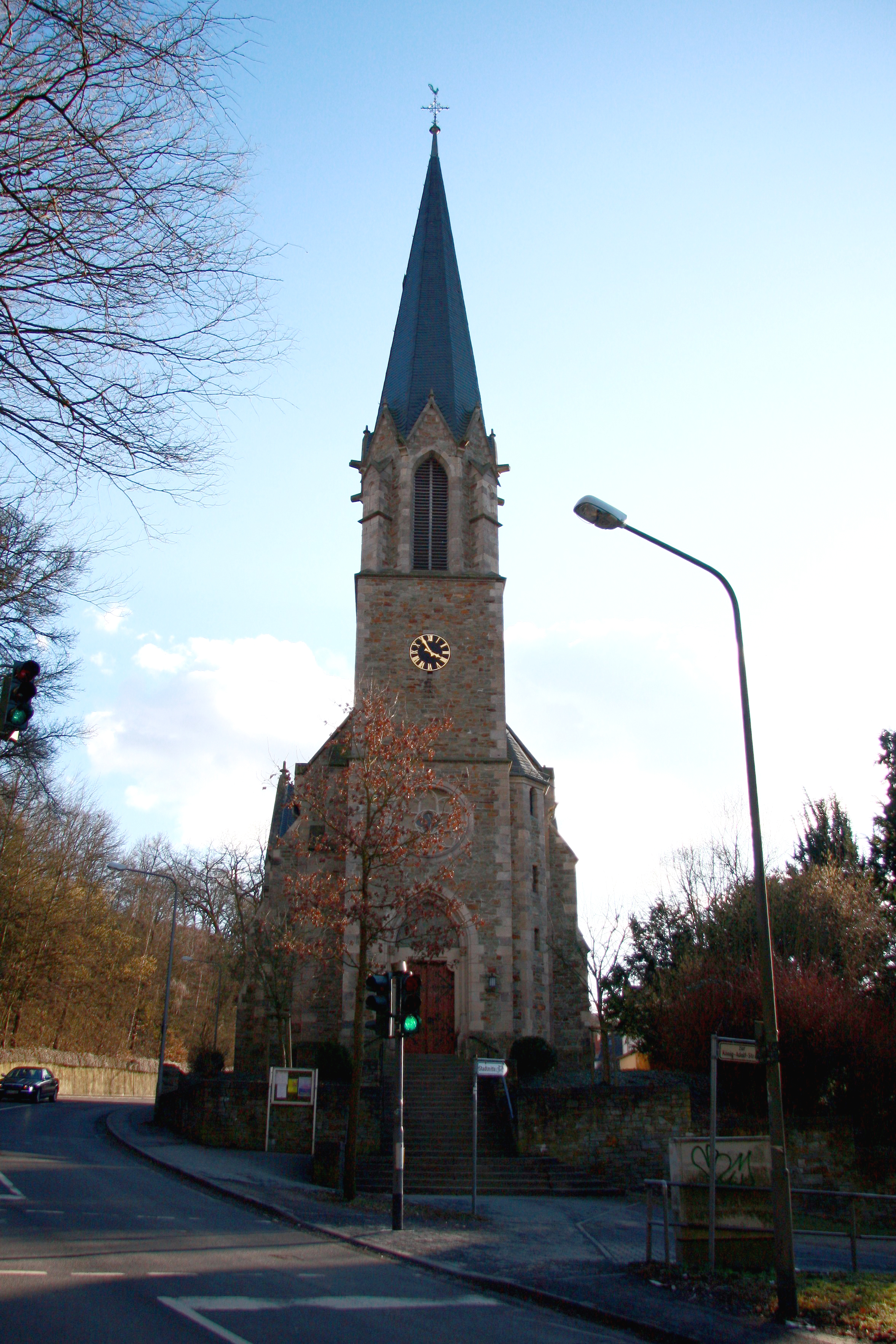
Die Herz-Jesu-Kirche in Sonnenberg

Sonnenberg ist ein Ortsbezirk der hessischen Landeshauptstadt Wiesbaden.
Der Ort wurde am 28. Oktober 1926 eingemeindet und hat heute rund 8000 Einwohner. Sonnenberg schließt an den Nordosten der Innenstadt an und bildet mit ihr nach Zusammenwachsen der Bebauung ein geschlossenes Siedlungsgebiet. Der historische Stadtkern befindet sich zwischen Ausläufern des Taunus in dem engen Tal des Salzbach-Zuflusses Rambach. Nordöstlich von Sonnenberg schließt sich der Stadtteil Rambach an.
Sonnenberg gilt heute als gehobenes Wohngebiet mit vielen Villen; die Kaufkraft ist mit 31.346 Euro (Stand: 2014) je Einwohner und Jahr mit Abstand die höchste unter den Wiesbadener Stadtteilen. Sehenswert ist die Burg, die auf einem Bergsporn über der Altstadt thront. Die Befestigungsanlagen sowie die Stadtmauer sind zu einem Großteil erhalten. Vom Bergfried der Burg hat man den besten Blick auf das Sonnenberger Tal und die Altstadt mit ihrer Stadtmauer.

## Geschichte
Die erste urkundliche Erwähnung Sonnenbergs datiert aus den Jahren 1208 und 1209 im Namen des ersten Burgmanns Ulbert von Idstein-Sonnenberg als Sonnenburch und Sunnenberc (frühere Erwähnungen in der älteren Literatur beziehen sich auf Schweinberg im Odenwald). Die Burg wird um 1201–1203 von nassauischen Grafen errichtet und 1221 als Sonnenberc erstmals genannt. 1257 muss es bereits eine bestehende Ortsverfassung gegeben haben, da ein Schultheiß namens Godefridus genannt wird.
Ende des 13. Jahrhunderts wurde die Burg weiter ausgebaut, als Graf Adolf von Nassau (* vor 1250; † 2. Juli 1298) am 5. Mai 1292 zum römisch-deutschen König gekrönt wurde. 1338 besuchte Kaiser Ludwig IV. die Burg. Am 29. Juli 1351 verlieh der böhmische König und spätere Kaiser Karl IV. Sonnenberg die Stadtrechte, infolgedessen in den darauffolgenden Jahren die Stadtmauer angelegt wurde.
1429 wurde eine kleine Kirche errichtet, die jedoch bis zum Jahr 1602 zerfiel. Der Dreißigjährige Krieg richtete große Schäden an, so dass nur noch ein Dutzend Häuser bewohnbar waren. 1672 wurde die Stadt von brandenburgischen Truppen verwüstet.
1814, Sonnenberg hatte ca. 600 Einwohner, als Johann Wolfgang von Goethe der Stadt einen Besuch abstattete.
Der Bach im Talgrund trat über die Jahrhunderte des Öfteren über die Ufer und richtete zum Teil erhebliche Schäden an, besonders stark am 25. Juni 1867, zuletzt am 28. März 1999.
1896 wütete ein Großbrand in Sonnenberg, daraufhin wird die Freiwillige Feuerwehr Sonnenberg gegründet.

## Politik

### Wahlergebnisse zum Ortsbeirat
| Ortsbeiratswahl Sonnenberg 2021Wahlbeteiligung: 54,4 % 403020100 35,1 %23,8 %18,8 %15,4 %5,6 %1,2 % CDUGrüneFDPSPDBLWFWGewinne und Verlusteim Vergleich zu 2016 %p 25 20 15 10 5 0 −5−10−15−5,3 %p+23,8 %p−3,5 %p−11,9 %p−4,3 %p+1,2 %pCDUGrüneFDPSPDBLWFW | Sitzverteilung im Ortsbeirat Sonnenberg 2021Insgesamt 11 Sitze - SPD: 2 - Grüne: 3 - CDU: 4 - FDP: 2 |

Seit 1972 wird im Rahmen der Kommunalwahlen in Hessen auch der Ortsbeirat des Ortsbezirkes Sonnenberg gewählt. Nach den einzelnen Wahlergebnissen ergab sich jeweils folgende Sitzverteilung:
| Wahljahr | CDU | SPD | GRÜNE | FDP | FW | BLW | Gesamt |
| -------- | --- | --- | ----- | --- | -- | --- | ------ |
| 2021     | 4   | 2   | 3     | 2   | 0  | 0   | 11     |
| 2016     | 4   | 3   | 0     | 3   | 0  | 1   | 11     |
| 2011     | 4   | 2   | 0     | 1   | 0  | 2   | 9      |
| 2006     | 4   | 2   | 2     | 1   | 0  | 0   | 9      |
| 2001     | 4   | 2   | 1     | 2   | 0  | 0   | 9      |
| 1997     | 5   | 2   | 1     | 1   | 0  | 0   | 9      |
| 1993     | 4   | 2   | 1     | 1   | 1  | 0   | 9      |
| 1989     | 4   | 3   | 1     | 1   | 0  | 0   | 9      |
| 1985     | 5   | 2   | 1     | 1   | 0  | 0   | 9      |
| 1981     | 6   | 2   | 0     | 1   | 0  | 0   | 9      |
| 1977     | 7   | 2   | 0     | 0   | 0  | 0   | 9      |
| 1972     | 5   | 3   | 0     | 1   | 0  | 0   | 9      |

### Wappen
Blasonierung: „In Rot eine strahlende goldene Sonne mit Engelsgesicht.“
Das seit langem von der Gemeinde geführte redende Wappen wurde 1951 amtlich gebilligt und im Wiesbadener Rathaus angebracht. Es ist in sämtlichen Ortssiegeln enthalten, wie sie seit dem 17. Jahrhundert geführt wurden: im SONNENBERGER GERICHTSINSIGILL, ferner in den beiden GERICHTSSIGEL SONENBERG von 1714, von denen das größere bis 1740, das kleinere bis 1736 belegt ist, sowie in allen Gemeindesiegeln seit 1816. Der Ort ist in Anlehnung an die um 1200 errichtete nassauische Burg entstanden und hat am 29. Juli 1351 Stadtrechte erhalten, die aber nie zu einer städtischen Verfassung führten. Seit 1. Oktober 1926 ist er in Wiesbaden eingemeindet.

## Kultur

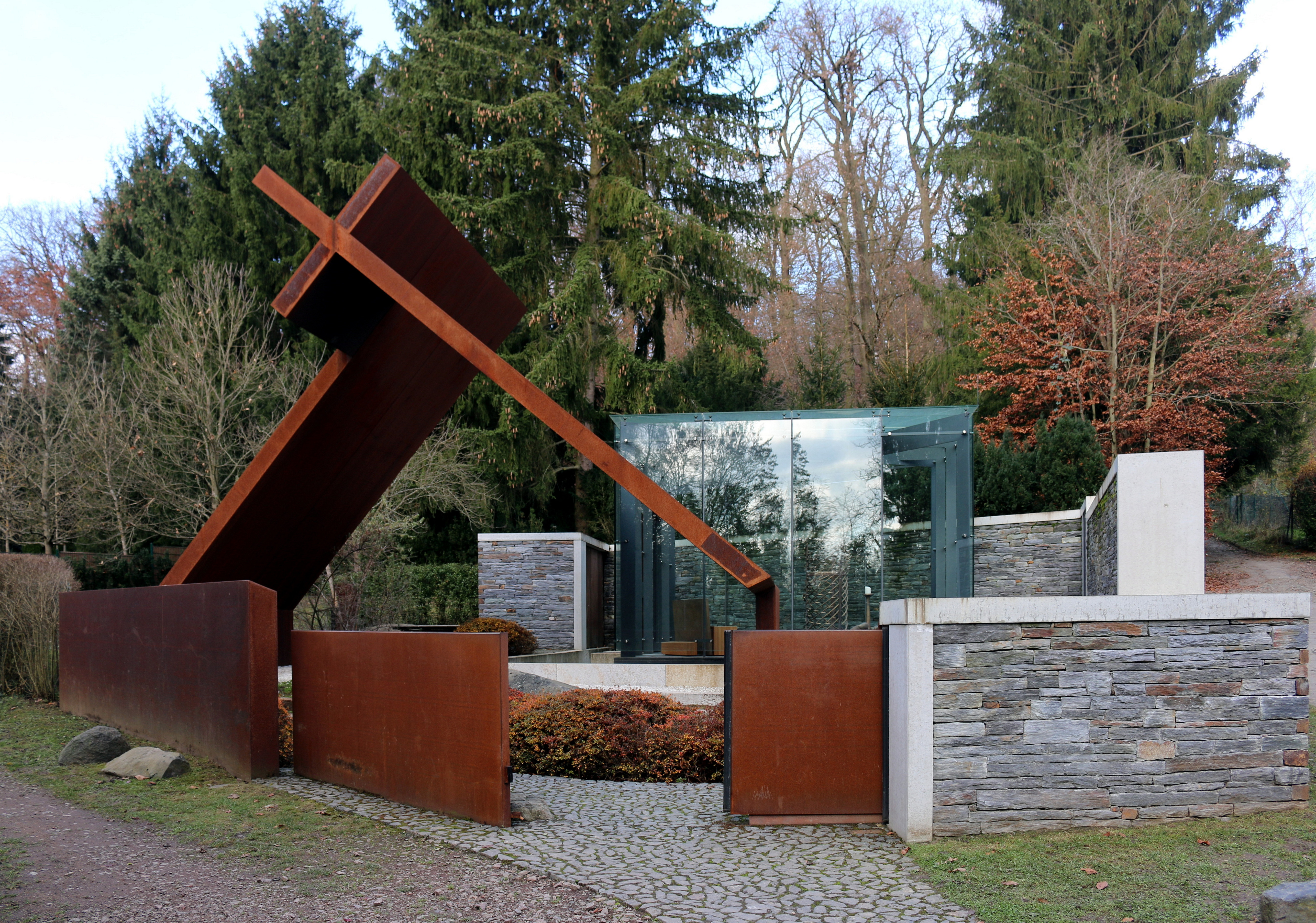
Feldkapelle

Im Burggarten der Burgruine Sonnenberg finden jährlich die Wiesbadener Burgfestspiele statt.
Bei Regen finden die Veranstaltungen im Kaisersaal in der König-Adolf-Straße 6 statt, dessen historisches Deckengemälde den Raum ziert. Der Saal aus dem Jahre 1886 fasst bis zu 200 Sitzplätze und wurde 1986 zum Bürgerhaus umgebaut.
Seit 1865 besteht die Vokalmusik Wiesbaden.
2012 wurde nordwestlich des Ortes die nicht mit dem Auto erreichbare Feldkapelle eröffnet.

## Persönlichkeiten
- Fritz Beckhardt (1889–1962), deutsch-jüdischer Kriegsflieger im Ersten Weltkrieg, lebte als Kaufmann von 1926 bis 1934 und nach der Rückkehr aus dem Exil 1950 in Sonnenberg.
- Lorenz Beckhardt (1961-), Journalist und Autor, wuchs in Sonnenberg auf und ging dort 1968 bis 1972 zur Schule.
- Konrad Duden (1829–1911), Gymnasiallehrer, starb am 1. August 1911 in Sonnenberg.
- Wilhelm Lieser (1875–1926), Gewerkschafter und Abgeordneter des Provinzillandtages der Provinz Hessen-Nassau
- Walter Czysz (1925–2007), Heimatforscher, Autor, lebte und starb in Sonnenberg.
- Graf Gerlach von Nassau (vor 1288–1361), residierte auf Burg Sonnenburg und erweiterte sie.
- Lutz Heck (1892–1983), Zoodirektor in Berlin und Autor, lebte und starb in Sonnenberg.
- Gräfin Irmengard von Nassau (um 1310–3. Januar 1371) lebte auf Burg Sonnenberg und erreichte von Karl IV. die Stadtgründung.
- Ingmar Jung (* 1978), Politiker.
- Klaus Miehlke (1916–2009), Rheumatologe, lebte und starb in Sonnenberg; Wiesbadener Ehrenbürger.
- Johann Christian von Normann (1733–1802), preußischer Landrat
- Nossrat Peseschkian (1933–2010), Psychiater und Psychotherapeut lebte und starb in Sonnenberg; Ehrengrab seit 17. März 2023.
- Wolfgang Freiherr von Pölnitz (1921–2011), geboren in Nürnberg, Mediziner und Chemiker, Mitglied des Vorstands der Hoechst AG, Vorstandsvorsitzender der Eckes AG und Vorsitzender des Aufsichtsrates der Behringwerke AG, lebte in Wiesbaden-Sonnenberg[5]
- Adolf Presber (1896–1997), Kunstmaler, lebte und starb in Sonnenberg.
- Willi Scheu (1910–1998), Zahnarzt und Karnevalist, lebte in Sonnenberg.
- Walter Schmidt (1910–1970), SS-Untersturmführer und Oberarzt in der Klinik für Psychiatrie und Psychotherapie Eichberg, wurde in Sonnenberg geboren und wuchs dort auf.
- Friedrich Schöndorf (1884–1941), Geologe und Hochschullehrer.
- Ottokar Schupp (1834–1911), Pfarrer in Sonnenberg (1872–1905).
- André Stolz (* 1972), Politiker.
- Heinrich Vad (1918–1990), katholischer Pfarrer
- Axel Wintermeyer (* 1960), Politiker